# Bernd Schuh
Bernd Schuh (* 1948) ist ein deutscher Physiker, Dozent, Wissenschaftler und Berater sowie Autor und Moderator für Fernsehen und Printmedien, bekannt aus dem Radioprogramm des Deutschlandfunks und des WDR.

## Leben
Schuh studierte Mathematik, Physik und Chemie in Köln, wurde 1977 promoviert und habilitierte sich 1982 in Physik. Er arbeitete als Wissenschaftler und Dozent am Institut für Theoretische Physik der Universität zu Köln und der University of California in San Diego. Danach wurde er Wissenschaftsredakteur für Hörfunk, Fernsehen und diverse Zeitschriften. Schuh hat zwischen 2000 und 2013 als alleiniger Autor 24 Sendungen „Wissenschaft im Brennpunkt“ im Deutschlandfunk, die zu einem einzigen Thema ausführlichere Sendung an Feiertagen der Reihe „Forschung aktuell“ geschrieben.

## Auszeichnungen
- 2001: Georg von Holtzbrinck Preis für Wissenschaftsjournalismus u. a. „für Feature über Turbulenz und Symmetrie“[4]
- 2002: Deutscher Jugendliteraturpreis für das Sachbuch: Das visuelle Lexikon der Umwelt
- 2021: Christoph-Martin-Wieland-Übersetzerpreis für die Übersetzung von Philip Ordings 99 Variationen eines Beweises. Spielarten der Mathematik (zusammen mit Monika Niehaus)[5]